# Large white
El large white, o gran cerdo blanco inglés, es una raza de cerdo originaria del condado de Yorkshire, en el nordeste de Inglaterra. Es un cerdo uniformemente blanco, de orejas tiesas y patas largas, es muy rústico y está muy bien adaptado a la crianza al aire libre, aunque también se adapta bien a la vida en cautividad.
El large white tiene grandes cualidades como reproductor, que combina con un crecimiento muy rápido y unas canales de calidad satisfactoria. Debido a esta versatilidad, se utiliza en cruces para obtener hembras de cualidades maternales muy acusadas o para obtención de verracos con muy buenas cualidades para la obtención de carne. Los criadores enfocaron sus trabajos en ambas direcciones dando lugar a la creación de dos variedades. Todas estas cualidades hacen de esta raza de cerdos la más extendida en el mundo.

## Origen
El large white es originario del condado de Yorkshire, en Inglaterra. A principios del siglo XIX, fue cruzado con diferentes razas, incluyendo la Cumberland, la Leicestershire y la middle white y la small white. Los individuos así obtenidos mostraron sus cualidades en el Salón Royal Windsor en 1831, y la raza se fue expandiendo.
En 1883, la raza fue registrada en la Asociación Nacional de Criadores de Cerdo, formalizando su condición de raza en su país de origen. En el Catálogo oficial de razas de Ganado de España aparece como raza integrada en España desde 1978, encargándose de su desarrollo y fomento la Asociación Nacional de Criadores de Ganado Porcino Selecto (ANPS).